# Platysphyrus
Platysphyrus is een geslacht van kevers uit de familie van de loopkevers (Carabidae). De wetenschappelijke naam van het geslacht is voor het eerst geldig gepubliceerd in 1905 door Sloane.

## Soorten
Het geslacht Platysphyrus is monotypisch en omvat slechts de volgende soort:
- Platysphyrus tibialis Sloane, 1905